# Linia kolejowa Staré Město u Uherského Hradiště – Kunovice
Linia kolejowa Staré Město u Uherského Hradiště – Kunovice (Linia kolejowa nr 341 (Czechy)) – jednotorowa, niezelektryfikowana linia kolejowa o znaczeniu regionalnym w Czechach. Łączy Staré Město u Uherského Hradiště i Kunovice. Przebiega w całości przez terytorium Kraju zlińskiego.